# 케이트 피셔
케이트 피셔(Kate Fischer, 1973년 11월 30일 ~ )는 미국의 배우, 모델이다.
애들레이드에서 태어났다.

## 영화
- 포리너 (2003년)
- 렙타일 (2000년)
- E! 뉴스 (1998년) - 본인 역
- 올 세인츠 (1998년)
- 사이렌스 (1993년)